# ایل شکاک

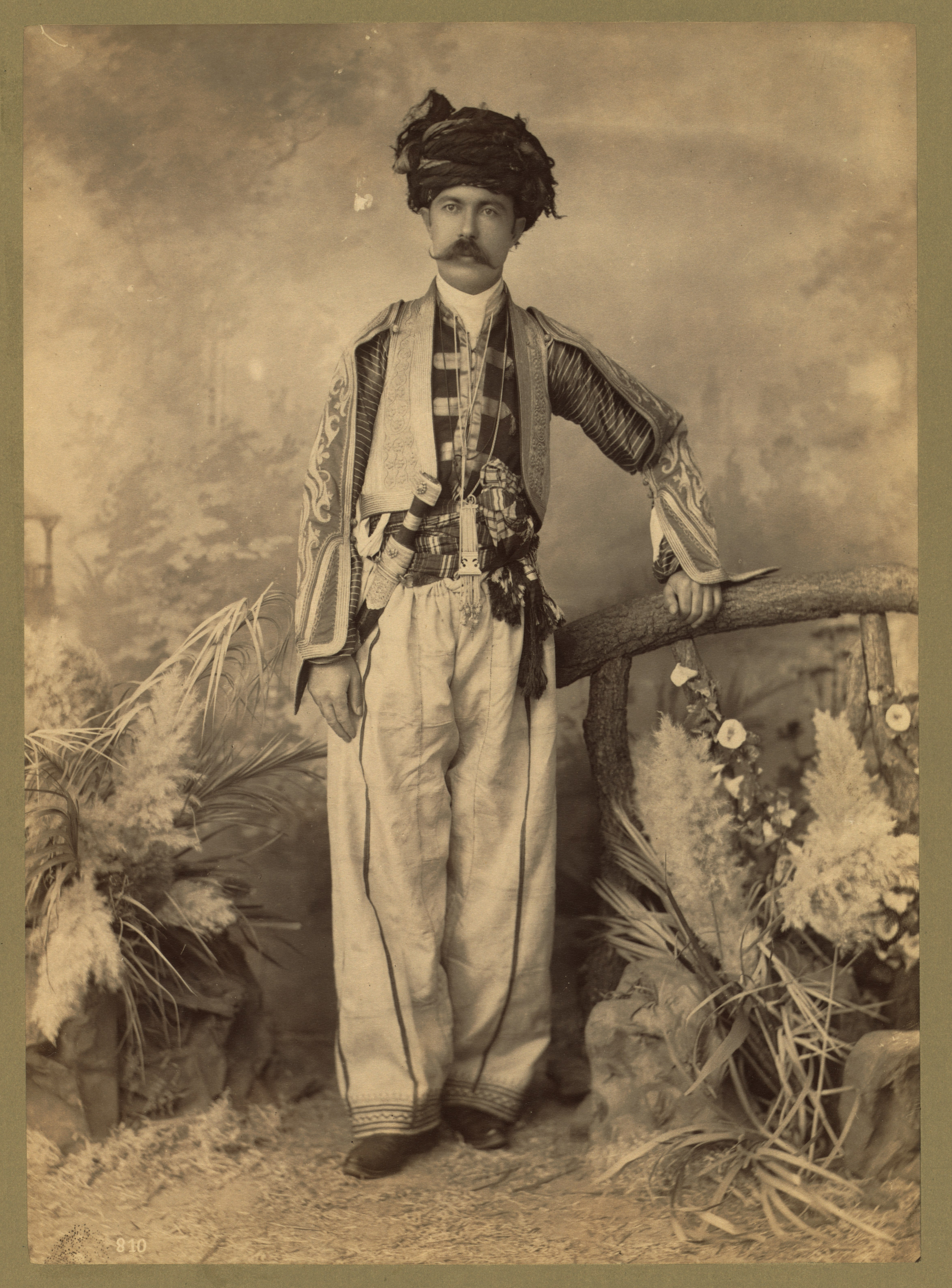
تصویر پوشاک مرد کرد کرمانج

شکاک نام یکی از ایل‌های بزرگ کُرد ساکن استان آذربایجان غربی و در شهرهای ارومیه، سلماس و اشنویه ایران می‌باشد.
محل زندگی مردم ایل شکاک شهرستان‌های ارومیه، سلماس و اشنویه می‌باشد که در سال‌های اخیر بیشتر یکجانشین شده‌اند. مردم ایل شکاک به زبان کُردی کرمانجی صحبت می‌کنند.

## تاریخچه

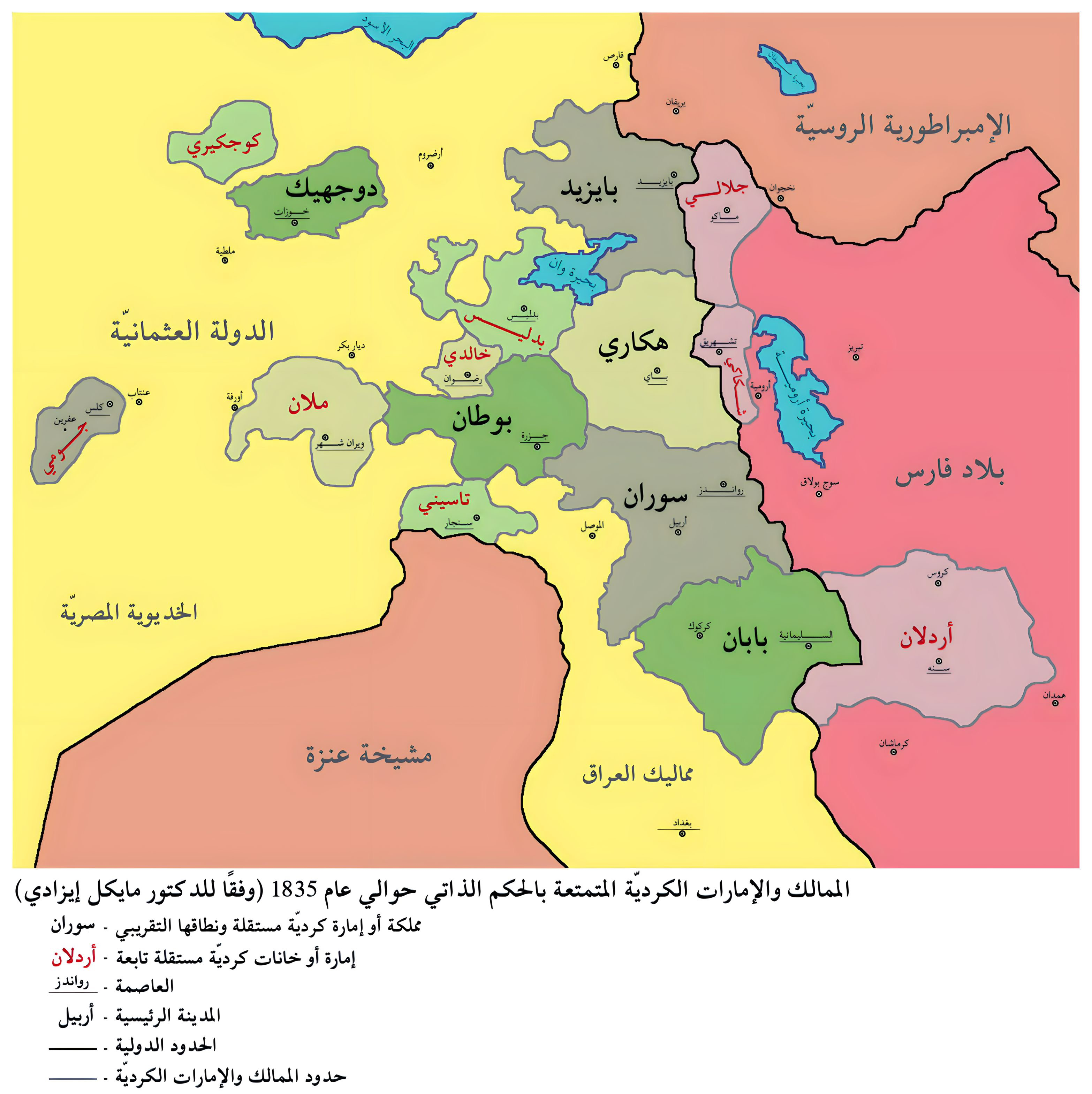
ایالات کرد در سال ۱۸۳۵

نام ایل شکاک برای اولین بار در کتب خطی ایزدی مربوط به سال ۱۲۰۷ میلادی ذکر شده است، جایی که آنها به عنوان یکی از قبایل وابسته به پیر سینی دارانی، که یک قدیس ایزدی است که در دین ایزدی به عنوان پروردگار دریا معرفی می‌شود، ذکر شده است.
در شرفنامه بدلیسی دو بار از آنها یاد شده است. اول، در باب امارت بوتان به عنوان یکی از چهار طایفه ساکن فینیک دوم، در باب امارت ایوبیان حصن کیفا از آنها نیز یاد شده است.
در دفتر عثمانی سده شانزدهم، از آنها در مناطق بیریجیک، کاهتا، جوم، سوروچ و راوندان نام برده شده و «تایفه ای اکراد شیکاکی» نامیده شده است. در دفتر دیگری از آنها در منطقه چمشگزک ترکیه کنونی یاد شده است.
از قبیله‌های شکاک می‌توان به «Awdoǐ یا Evdoyî» اشاره کرد که بر اساس تاریخ شفاهی آنها آنها در سده هفدهم از دیاربکر آمدند و در غرب دریاچه ارومیه سکونت گزیدند، که باعث آواره شدن ایل دنبلی شد.

## تیره‌های ایل شکاک
کارداری و عبدویی دو تیره ایل شکاک هستند. در بین ایل شکاک دو دسته دیگر از طایفه‌های کرد زندگی می‌کنند که در بین تیره‌های دوگانه شکاک‌ها جای نمی‌گیرند؛ ولی با آن‌ها بوده و هستند. دسته اول کرمانج‌ها و دیگری سادات.
تیره کارداری از ۱۲ طایفه تشکیل شده است که عبارتند از:
- پزاقا کارداری
- مامدی کاردار
- بوتی
- پاچیک
- خدری
- خلیفی
- دلان
- فنک
- گورک
- شری
- نیسانی
- مقری

مردم این طایفه‌ها در شهرستان سلماس منطقه شپیران سلماس، انزل ارومیه بخش مرکزی ارومیه، صومای و برادوست سکونت دارند. عمر خان شریفی ریاست این تیره را پس از مرگ اسماعیل آقا بر عهده داشت.
تیره عبدوی از ۹ طایفه تشکیل شده است که عبارتند از:
- اطمانی
- پزاقا عبدوی
- دِری
- هناره
- شکری
- مامدی عبدویی
- نعمتی
- ایوری
- میرکان

مردم این تیره نیز در دهستان کردوان و بخش مرکزی سلماس صومای ارومیه شپیران و اطراف شهرهای ارومیه وسلماس ساکن می‌باشند.
- کرمانج‌ها

منظور از کرمانج در اینجا غیر از اصطلاح کلی است که به گویش شمالی کردی گفته می‌شود بلکه منظور بخشی از مردم ایل شکاک گفته می‌شود.
- سادات

سادات که به شیخ‌های کرد شکاک گفته می‌شود و در نزد مردم از احترام خاصی برخوردارند. محل سکونت عمده آن‌ها در شهرستان سلماس و روستاهای برقزن، شنتال‌ها، حاجی جفان، سید آوا، تمر آوا، دراب، خورخورا، کوزه‌رش، ودر بخش صومای برادوست در روستاهای خرگوش، کورانه، زنگه کان، سوره بان، شیخان، حصار و مافران زندگی می‌کنند.
درحال حاضر باتوجه به ریشه کنی جریانات ارباب رعیتی یا قدرت قومی و قبیله گری چیزی تحت عنوان ارباب در اقوام کرد به شکل سابق وجود ندارد و تنها چند رئیس عشیره به صورت مستشار یا نیروی نظامی در مناطق کردنشین برای کنترل مناطق مرزی توسط دولت‌های مرکزی انتخاب می‌شوند و بیشتر جنبه میانجی گری برای حل منازعات را دارند.

## خوراک مردم ایل
مردم ایل شکاک به اقتضای دامپروری سابقشان بیشتر آمیخته‌ای است از گوشت و دیگر چیزها. معروفترین غذاهای گوشتی آنها «ساوارا»، «مِخْلُ»، «بِرْیان»، «قَیسی»، «شاکبابْ»، «کفْتُک»، «پَزپُلُو»، «کله‌دوش» و «خُرُش» است.
«ساوارا» غذایی است از گوشت و بلغور و روغن، «مخل» از گوجه‌فرنگی و سیب‌زمینی و گوشت ومرغ و تخم‌مرغ و روغن، «پردپلو» از آرد و برنج و گوشت و آلوچه، «قلسیل» از گوشت بره و سیر ماست و روغن «خُرش» از گوشت و بادمجان و لوبیا و سیب‌زمینی و گوجه‌فرنگی.
خوراک «بریان» بره‌ای است که در شکمش برنج و لپه و کره می‌گذارند و آن را روی تخته‌سنگی که داخل تنور گذاشته‌اند می‌گذارند تا خوب سرخ شود، «کفتک» یا همان «کوفته» و «شاکباب» و «شوربه» به ترتیب کباب شامی و آبگوشت است. خوراک‌های غیر گوشتی آنها نیز عبارت‌اند از «گرا» (آش)، «هک رون» (نیمرو)،
مردم ایل بسیار خوش‌خوراک بوده و ب غذا و نحوه پخت صحیح بسیار اهمیت داده است.

## افراد نامدار
- جعفرآقا شکاک
- اسماعیل سمکو
- امیرخان لپ زیرین
- عمرخان شریفی
- عبدالرحمان قاسملو
- یحیی خان چهریق
- خدیجه‌خانم چهریقی
- حاکم ممکان ممکان
- ناجی شریفی